# Robbenfinger
Robbenfinger (engl. „Seal finger“) ist eine die Finger betreffende Infektion, die vor allem bei Robbenfängern (und anderen mit Robben arbeitenden Gruppen), infolge von Bissen oder Kontakt von Kratzern und Schnittwunden mit Teilen von Robbenkadavern auftritt.

## Symptome und Behandlung
Unbehandelt verläuft eine Infektion langsam und führt häufig zu angeschwollenen Gelenken; weiterhin können Zellulitis, Gelenkentzündungen und eine Schwellung des Knochenmarks auftreten.
Wurden betroffene Finger früher amputiert, wenn sie unbeweglich geworden waren, behandelt man sie heute wirksam mit Antibiotika, vor allem mit Tetracyclin.

## Erreger
Die wissenschaftliche Erstbeschreibung erfolgte 1907. Bisher ist der Erreger unbekannt, doch weil eine Tetracyclinbehandlung anschlägt, ist es sehr wahrscheinlich ein Bakterium. Bisher sind zwei mögliche bakterielle Erreger nachgewiesen worden: Ein bis dato unbekannter Vertreter der Gattung Mycoplasma sowie Bisgaardia hudsonensis.